# رينزو بيوريني
رينزو بيوريني (Renzo Burini) ، (بالمانوفا، 10 أكتوبر 1927) ، لاعب كرة قدم إيطالي سابق.
لعب مع إيه سي ميلان إحدى عشر موسما سجل خلالها 88 هدف .

## روابط خارجية
- رينزو بيوريني على موقع قاعدة بيانات كرة القدم.إي يو (الإنجليزية)
- رينزو بيوريني على موقع ناشيونال فوتبول تيمز (الإنجليزية)
- رينزو بيوريني على موقع عالم كرة القدم.نت (الإنجليزية)
- رينزو بيوريني على موقع أوليمبيديا (الإنجليزية)